# كورنيليوس جيما
كورنيليوس جيما (بالهولندية: Cornelius Gemma)‏ (و. 1535 – 1578 م) هو عالم فلك، ومنجم من هولندا. ولد في لوفان.
توفي في لوفان، عن عمر يناهز 43 عاماً.